# Alberich von Reims
Alberich von Reims (* ca. 1085 in Reims; † 1141) war ein französischer Scholastiker, der unter Anselm von Laon studierte und später ein Widersacher von Petrus Abaelard wurde.
Aus Reims stammend zog er an die Domschule von Laon, um unter Anselm zu studieren. Nach dessen Tod 1117 kehrte er nach Reims zurück, um die dortige Domschule zu übernehmen und konnte den Standard dort wieder erhöhen. Daneben lehrte er zeitweise in Paris an Sainte-Geneviève. Ferner diente er als Archidiakon von Reims von 1131 bis 1136. Gegen seinen Willen wurde er 1136 vom Papst zum Erzbischof von Bourges ernannt, wo er bis zum Tod 1141 amtierte. Er nahm 1139 am Zweiten Laterankonzil in Rom teil.
Hinterlassen ist ein einziger Brief an seinen Schüler Walter von Mortagne über das Ehesakrament, das bei willkürlichen Scheidungen der Fürstenhäuser bedroht war. In seiner Zeit galt er als großer Gelehrter, der Kommentare zur Bibel verfasste. Mit Lotulf Lombardus ging er gegen Abaelard vor, dem er Häresie vorwarf und den er in der Synode von Soissons 1121 massiv anging. Der Konflikt ging um die richtige Lehrmethode: konservative Annäherung an die historischen Autoritäten oder dialektische Erörterung nach Abaelard.
Sein Grab ist in der Abteikirche des Klosters Lorroy nahe Bourges.

## Einzelbelege
1. ↑  John Hughes: Letters of Abelard and Heloise with a Particular Account of Their Lives, Amours, and Misfortunes: Extracted Chiefly From Monsieur Bayle by John Hughes, Esq., to Which Are Added, Four Poems, By Mr. Pope, and Other Hands. Printed for Joseph Wenman, No. 144, Fleet-Street, London 1787, S. 35 (englisch).
2. ↑  Alberich und Lotulf von Reims. Abgerufen am 16. Oktober 2022.
3. ↑  John R. Williams: THE CATHEDRAL SCHOOL OF REIMS IN THE TIME OF MASTER ALBERIC, 1118 - 1136. In: Traditio. Band 20, 1964, ISSN 0362-1529, S. 93–114, JSTOR:27830770 (englisch).

| Personendaten    | Personendaten                              |
| ---------------- | ------------------------------------------ |
| NAME             | Alberich von Reims                         |
| KURZBESCHREIBUNG | katholischer Theologe und Frühscholastiker |
| GEBURTSDATUM     | um 1085                                    |
| GEBURTSORT       | Reims                                      |
| STERBEDATUM      | 1141                                       |